# ロリFC
ロリFC（Lori FC (アルメニア語: Լոռի Ֆուտբոլային Ակումբ)）は、アルメニアのロリ地方ヴァナゾルをホームタウンとするサッカークラブである。

## 歴史
1936年に創設され、アルメニア・ソビエト社会主義共和国の国内リーグに参加した。1992年にアルメニア独立後最初のアルメニア・プレミアリーグに参加、アルメニア・ファーストリーグに降格したが、1993年にファーストリーグで優勝してプレミアリーグに復帰した。その後は降格と昇格を繰り返すヨーヨークラブとなった。
2002年にファーストリーグ降格が決定すると、プロサッカーから撤退した。
2017年3月2日にクラブの再創設が正式に発表され、2017-18シーズンのファーストリーグでプロサッカーデビューした。2018年5月21日に行われた第26節でリーグ優勝を決め、プレミアリーグに昇格した。

## 獲得タイトル

### 国内タイトル
- アルメニア・ファーストリーグ：2回
  - 1993, 2017-18

### 国際タイトル
- なし

## 過去の成績
| シーズン | ディビジョン                 | ディビジョン | ディビジョン | ディビジョン | ディビジョン | ディビジョン | ディビジョン | ディビジョン | ディビジョン | カップ       |
| シーズン | リーグ                       | 順位         | 試           | 勝           | 分           | 敗           | 得           | 失           | 点           | カップ       |
| -------- | ---------------------------- | ------------ | ------------ | ------------ | ------------ | ------------ | ------------ | ------------ | ------------ | ------------ |
| 2017-18  | アルメニア・ファーストリーグ | 1位          | 27           | 22           | 3            | 2            | 74           | 16           | 69           | —            |
| 2018-19  | アルメニア・プレミアリーグ   | 5位          | 32           | 11           | 11           | 10           | 42           | 40           | 44           | 準優勝       |
| 2019-20  | アルメニア・プレミアリーグ   | 5位          |              |              |              |              |              |              |              | 準々決勝敗退 |